# 최영조 (정치인)
최영조(崔永祚, 1955년 3월 15일 ~ , 경상북도 경산시 남산면)은 대한민국의 정치인이다. 제14·15·16대 경상북도 경산시장이다.

## 생애
1955년 경상북도 경산군 남산면에서 태어났다. 경산성남초등학교, 경산자인중학교, 대구상업고등학교(현 대구상원고등학교), 영남대학교 행정학과, 경북대학교 행정대학원 도시행정학 석사 과정을 졸업, 수료하였다. 영남대학교 졸업 후인 1979년 제23회 행정고시에 합격하여 경상북도청 공무원으로 근무하였다. 봉화군 부군수, 영주시 부시장, 구미시 부시장, 경북도청 경제통상실장, 문화체육국장, 보건환경산림국장 등을 지내고 경상북도의회 사무처장(2급)을 끝으로 공직에서 퇴직하였다. 전임자 최병국의 공직선거법 위반으로 인해 치러진 2012년 하반기 재보궐선거에서 무소속으로 경상북도 경산시장 선거에 출마하여 당선되었다. 2013년 4월 새누리당에 입당하였다. 그 후 2014년 제6회 전국동시지방선거에서 새누리당 후보로 경상북도 경산시장 선거에 출마하여 재선, 제7회 전국동시지방선거에서 자유한국당 후보로 출마하여 3선에 성공하였다.

## 학력
- 1961.03 ~ 1967.02 성남국민학교 졸업
- 1967.03 ~ 1970.02 자인중학교 졸업
- 1970.03 ~ 1973.02 대구상업고등학교 졸업
- 1973.03 ~ 1980.02 영남대학교 행정학과 졸업

### 비학위 수료
- 1983.03 ~ 1985.02 경북대학교 행정대학원 도시행정전공 석사 수료

## 경력
- 1981.05 ~ 1992.04 경상북도 내무국 사무관
- 1992.04 ~ 1996.02 경상북도의회 전문위원
- 1997.02 ~ 1998.10 경상북도 사회진흥과 과장
- 1998.10 ~ 2000.02 경상북도 봉화군 부군수
- 2000.02 ~ 2000.08 경상북도 영주시 부시장
- 2000.08 ~ 2002.03 경상북도 감사관
- 2002.03 ~ 2002.08 경상북도 보건환경산림국 국장
- 2004.02 ~ 2005.01 경상북도 공무원교육원 원장
- 2005.10 ~ 2006.09 경상북도 경제통상실 실장
- 2008.01 ~ 2009.01 경상북도 구미시 부시장
- 2010.01 ~ 2011.01 경상북도 문화관광체육국 국장
- 2011.01 ~ 2011.12 경상북도의회 사무처 처장
- 2012.02 ~ 2012.11 새누리당
- 2012.12 ~ 2022.06 제14대·제15대·제16대 경상북도 경산시장
- 2013.04.08 새누리당 재입당

## 수상
- 1983.11 공무원교육훈련유공 국무총리표창
- 2004.12 홍조근정훈장

## 역대 선거 결과
|  | 20.35% |

|  | 63.78% |

|  | 55.72% |